# Rozhledna Lhotka u Berouna
Rozhledna Lhotka u Berouna stojí v lese na kótě 462 m n. m. nedaleko vsi Lhotka u Berouna, asi 5 km severovýchodně od města Beroun.
Je to 65 m vysoký telekomunikační stožár společnosti T-Mobile Czech Republic, který je doplněn točitým schodištěm na vyhlídkový ochoz, jenž je umístěn ve výšce 30 m. Z vyhlídkového ochozu je velmi dobrý výhled na okolní krajinu – Český kras, Křivoklátské lesy, Brdy, Beroun,Prahu, Kladno a okolní obce.
Rozhledna byla otevřena 5. května 2007.

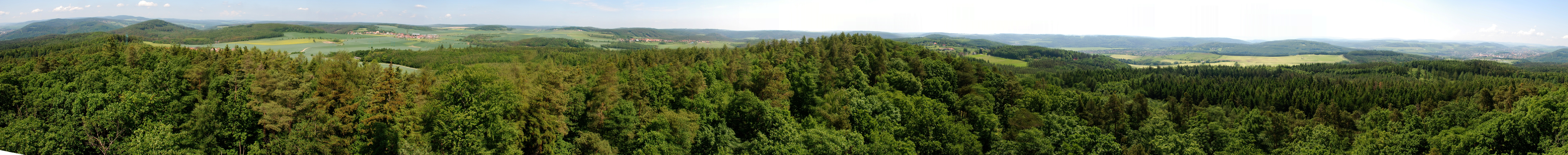
Panoramatický pohled z vyhlídkové plošiny